# Nuri Kino
Nuri Kino, född 25 februari 1965 i Tur Abdin i Turkiet, är en svensk-assyrisk mångfaldigt prisbelönt undersökande journalist, dokumentärfilmare, författare och människorättsaktivist. 2014, startade Kino och några vänner kampanjen A Demand For Action på sociala medier. De ansåg att terroristgruppen ISIS oförrätter mot kristna assyrier/syrianer och armenier, yezidier och shiamuslimer i Syrien och Irak inte fick tillräckligt med uppmärksamhet. Kino och hans vänner varnade för att det skulle sluta i ett regelrätt folkmord. Tyvärr fick de rätt. FN har kallat förföljelsen av yezidier för Folkmord och den mot kristna för Brott mot mänskligheten. A Demand For Action, som kort kallas ADFA, är numera en internationellt erkänd människorätts- och biståndsorganisation.
Den 29 maj 2023 publicerade Global Bar Magazine artikeln Biståndsdebattens mäktigaste! Vinnare var Nuri Kino.  

## Biografi
Nuri Kino är assyrier/syrian och kom till Sverige som åttaåring. Kinos släkt har sitt ursprung i byn Kfar-Shomac och staden Midyat, båda ligger i Turabdin (Guds tjänares berg) i sydöstra Turkiet. Föräldrarna var gästarbetare i Västtyskland i slutet av 1960-talet och början av 1970-talet. 1974 kom familjen till Sverige för att besöka släktingar. Kriget i Cypern utbröt och kristna blev åter förföljda i Turkiet. Familjen Kino stannade i Sverige för att vara nära sina släktingar i Södertälje söder om huvudstaden Stockholm. Tillsammans skulle de samla pengar och skicka före att hjälpa andra från förföljelsen i Turkiet. Nuri Kino och hans syster Maria hjälpte sin mamma på jobbet redan som barn. Hon städade en nattklubb och delade ut tidningar. Nuri Kinos pappa drev frisersalongen Salong Seyhan i Södertälje. Efter att i ungdomen ha arbetat i salongen och släktingars restauranger utbildade sig Kino 1985 - efter värnplikten - till läkarsekreterare. Några år senare hamnade han i krogbranschen. Hans och ena kusinens restaurang Den Galne Kocken utsågs av Aftonbladets läsare till Stockholms populäraste krog. 1997 var Kino med om en svår bilolycka och tvingades sluta i restaurangbranschen. 1998 började han under rehabiliteringen att studera journalistik vid Poppius Journalistskola.

### Journalistik
I samband med att Kino 1999 befann sig i Istanbul under jordbävningen i İzmit 1999, rapporterade han till tidningen Sesam. Chefredaktören Jolin Boldt kontaktade många större medier så som Aftonbladet och berättade att en av hennes krönikörer, Nuri Kino, var på plats i epicentrum. Kino fick sitt genombrott som journalist. Han har sedan dess jobbat åt de flesta rikstäckande medier i Sverige. Han specialiserade sig redan 2000 till undersökande journalist och blev sänd av Aftonbladet till Jordanien för att infiltrera och avslöja människosmugglare. Han har sedan dess jobbat för medier i många andra länder, i till exempel Tyskland, Holland, USA och Norge. Han har infiltrerat pedofilringar, terrorceller, avslöjat spionnätverk och krigsförbrytare.  
Han frilansade åt Sveriges Radios Ekoredaktionen i nästan tio år. Han jobbade med andra undersökande journalister såsom Jenny Nordberg, Susan Ritzén, Kajsa Norell, Bo-Göran Bodin, Margita Boström, Kristina Hedberg, Marie-Jeanette Löfgren, Magnus Thorén och Urban Hamid. Tillsammans med dem har han undersökt och publicerat inslag såsom Krigsförbrytare som fått uppehållstillstånd i Sverige, Sveriges skandalösa utvisningar av kristna irakier, Korruptionen kring EU:s bidrag till Turkiet, Ericssons misstänkta mutbrott i Etiopien, Utsatta barns situation i Sverige, Förfalskningar av identitetshandlingar i Syrien och Cyniska människosmugglare från Mellanöstern.
År 2003 blev Kino första journalist att intervjua Irena Sendler, som med risk för sitt eget liv smugglade ut 2 500 judiska barn ur Warszawas getto under andra världskriget. Efter hans artikel om henne förändrades hennes liv och hon fick större erkännande både i Polen och världen.
Tillsammans med Erik Sandberg producerade han 2005 SVT-serien Assyriska - landslag utan land.
Trots att Kino 2012-2014 gjorde ett uppehåll från journalistiken för att istället driva företaget Omtanke inom hemtjänsten, hann han med att resa till Libanon för att skriva den personliga rapporten Mellan taggtråden. Rapporten som utkom 2013 debatterades bland annat i den amerikanska kongressen under namnet Religious Minorities in Syria: Caught in the Middle.
När hans människorättsorganisation ADFA startade 2014 blev han snabbt en av rösterna åt offren för ISIS och andra terrororganisationer. Han blev intervjuad av New York Times, Sky News, The Sunday Times, Fox News och många andra. Han skrev också själv i bland annat Svenska Dagbladet, Huffpost, Newsweek och Washington Examiner.

### Ideellt arbete
Kino utnämndes 2021 till biståndsdebattens näst mäktigaste person av Globalbar[förklaring behövs].
Han har sedan starten av ADFA 2014 jobbat, helt ideellt, med att leda organisationen. Han kan tala på en konferens i Washington den ena dagen för att dyka upp på ett flyktingstråk i Libanon dagen efter. 
I frustration över vad Kino ansåg vara myndigheternas oförmåga att förutse, och senfärdiga reaktion på överdödligheten bland svenskar med rötterna främst i sydliga utomeuropeiska länder under coronapandemins första år 2020, initierade Kino webbtjänsten Tellcorona med information om Covid 19 på ett antal språk. Webbtjänsten spred sig tack vare medier i USA, Kanada, Tyskland, Frankrike och Australien över hela världen. Den blev också premierad av Europaparlamentet.  
Den 2 mars 2022 åkte Nuri Kino ned med en kollega i ADFA till den polska staden Zamosc, vi den ukrainska gränsen. 93 dagar senare hade ADFA hjälpt över 3 800 ukrainare till Sverige och skickat över 500 ton mat och vårdmaterial till Ukraina.[källa behövs]
ADFA verkar i Syrien, Irak, Libanon, Turkiet, Armenien och Ukraina. Organisationens volontärer delar ut hundratals ton mat och administrerar andra operationer så som en vårdmottagning i Beirut. 
ADFA har bidragit till att Obama ändrat sin utrikespolitik, Trump att omvärdera USA:s bistånd och Biden att erkänna ett över hundra år gammalt folkmord. Nuri Kino har vittnat inför FN, talat i Europaparlamentet och hållit presskonferens i den amerikanska kongressen. 

### Övrigt
Kino var värd för Sommar i P1 den 18 juni 2004.
Kino har drivit krogen Den Galne Kocken, vinnare av Aftonbladets omröstning om Stockholms populäraste krog 1994.

## Böcker
- 2008: Välgörarna - Den motvillige journalisten[18] Medförfattare Jenny Nordberg. Översatt till fyra språk.
- 2010: Gränsen är dragen[19] om ett aktuellt "glömt" folkmord. Medförfattare David Kushner. 2013 kom den ut i USA under namnet The Line in The Sand.
- 2011: Den svenske Gudfadern[20] om Milan Sevo som uppmärksammades i media då Sevo påstod sig ha bevis på att han fått i uppdrag av kungens vänner att förstöra bevis som kopplade ihop kungen och hans vänner med porrklubbar.[21] Boken kritiserades för bristande källkritik och objektivitet av Hanne Kjöller på Dagens Nyheter, som kallade boken ett "idolporträtt"[22] och även andra hade synpunkter. Efter att ha utsatts för dataintrång och ha levt under en hotbild drog sig Kino under en tid tillbaka från journalistiken.[23]

## Priser och utmärkelser
- Europaparlamentets journalistpris 2010, kategori radio[24]
- Det lite större journalistpriset/Den gyllene Haldan 2003
- 6 nomineringar till Guldspaden[25], mottagit priset 3 gånger
- Public service Ikarospris två gånger
- Årets Blatte de Luxe 2006 och 2007[26][27]
- Guldpalmen vid Beverly Hills Filmfestival[28][29]
- Årets förebild 2015[30]
- Kino tilldelades 2017 en utmärkelse av Libanons justitieminister för sina insatser för Mellanösterns kristna.[31]
- Nominerad till tidningen Dagens utmärkelse Årets Opinionsbildare
- Kino kom på plats nummer två i Biståndsdebattens mäktigaste 2021[32]
- Kino kom på plats nummer fyra i Biståndsdebattens mäktigaste 2022
- Kino kom på plats nummer ett i Biståndsdebattens mäktigaste 2023